# Ротемюль
Ротемюль (нем. Rothemühl) — община в Германии, в земле Мекленбург-Передняя Померания.
Входит в состав района Иккер-Рандов. Подчиняется управлению Торгелов-Фердинандсхоф. Население составляет 333 человека (2009); в 2003 г. — 370. Занимает площадь 30,49 км².
| Год  | Население |
| ---- | --------- |
| 1991 | 354       |
| 1995 | 334       |
| 2000 | 364       |
| 2005 | 349       |
| 2010 | 329       |